# Gorky Look
Gorky Look (справжнє ім'я Святослав Стьопкін, Гіркий лук, Горе лукове; пом. 19 червня 2021) — популярний український російськомовний блогер. Вів однойменний блог у стилі політичної сатири на платформі ЖЖ. Тема блогу — «кацапознавство» (рос. «кацаповедение»).

## Життєпис
Народився в Києві. За освітою — філолог, працював учителем російської мови та літератури. Працював у різних місцях — від фельдшера до керівника підприємства. Справжнє ім'я — Святослав Стьопкін.

## Блог
Блог був створений 1 листопада 2014, у ньому автор в іронічній формі висміював імперськість і відсталість «русского міра». Основною метою блогу декларував вивчення «ватної мутації» людства. Блог вівся у форматі «катедри», де Gorky Look виступав як професор, а читачі — як кадети. Дописи блогу часто виходять за рамки пристойності та мають яскраво виражене сатиричне «антиватне» та «антикацапське» спрямування. Усього за кілька місяців проєкт вийшов у топи блогів, новин та оглядів, збираючи рекордну кількість переглядів і коментарів.
2017 року з'являється автономна версія блогу gorky-look.org.ua/.

## Мовне питання
Святослав любив, коли його називали російськомовним блогером. У дописі «Стосовно мовного питання» на ФБ автор пояснив, що базовою є мова, якою користуєшся в сім'ї і саме тому.

## Книга
У серпні 2015 на базі постів блогу вийшла книга рос. «Ноука от Горького Лука. Сборник лекций по кацаповедению» обсягом 416 сторінок, видавництва «Віват». Перший наклад був розкуплений ще до надходження у продаж.

## Ставлення до Голодомору
Широкого розголосу набув пост в якому Gorky Look розказує про «високоэфективні аґрохолдиноги — колгоспи» про те, що українці самі себе замороли голодом через свою тупість, а помилка більшовиків полягала лише в тому, що вони не врахували цю притаманну, на думку Gorky Look-а, українцям тупість. Далі Gorky Look резюмує: «Ну, вот такой про*б менеджмента на четыре миллиона душ. Бывает в бизнесе.»